# Thủy triều đỏ
Tránh nhầm lẫn với Thủy triều hồng
Thủy triều đỏ là tên gọi chung cho những hiện tượng được biết đến như là những đợt bùng phát tảo biển nở hoa, nó gây ra bởi một số loại tảo sống và nở hoa mang đến màu đỏ hoặc nâu. Thủy triều đỏ là sự kiện thường xảy ra ở các cửa sông, cửa biển hoặc tảo nước ngọt tích lũy nhanh chóng trong các cột nước. Thủy triều đỏ dễ dàng nhận biết nhanh chóng bằng trực quan khi nước biển thường có chất dính và mùi tanh hôi.
Những tảo này, đặc biệt là thực vật phù du, là những sinh vật nguyên sinh đơn bào, các sinh vật như thảo mộc có thể hình thành những đám dày đặc, các vết có thể nhìn thấy ở gần bề mặt nước. Một số loài thực vật phù du, tảo chứa sắc tố quang hợp khác nhau về màu sắc từ xanh sang nâu đỏ.
Khi mật độ tảo tập trung cao, nước sẽ đổi màu hay xỉn lại, từ tím đến gần như màu hồng, thường là màu đỏ hoặc màu xanh lá cây. Không phải tất cả việc nở rộ tảo đều dày đặc đủ để làm cho nước đổi màu, và không phải tất cả những nước đổi màu có liên quan đến nở rộ tảo đều đỏ. Ngoài ra, thủy triều đỏ không thường gắn liền với hoạt động thủy triều của nước, do đó tốt hơn là tham khảo các nhà khoa học để dùng từ nở rộ tảo.Một số thủy triều đỏ có liên quan đến việc tăng sản xuất các độc tố tự nhiên, sự giảm oxy hòa tan hoặc các tác hại khác, và thường được mô tả như tảo nở hoa gây hại. Các hậu quả dễ thấy nhất của thủy triều đỏ là làm chết các loài động vật ở biển và các loài sống ven biển như cá, chim, động vật có vú biển, và các sinh vật khác.

## Định nghĩa

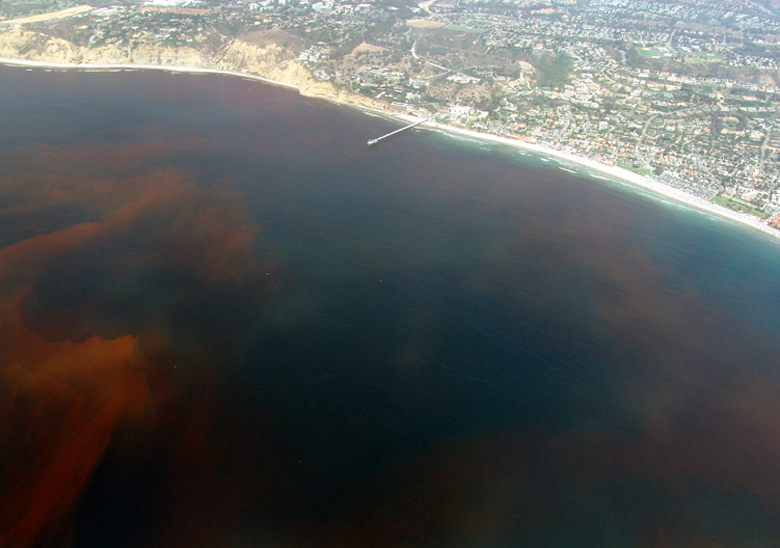
Đợt thủy triều đỏ xảy ra dọc bờ biển La Jolla, California.

Thủy triều đỏ là một thuật ngữ thông dụng được dùng để chỉ một trong một loạt các hiện tượng tự nhiên được gọi là tảo nở hoa gây hại hay HABs (viết tắt của cụm từ tiếng Anh Harmful Algal Blooms). Thuật ngữ Thủy triều đỏ được sử dụng đặc biệt để đề cập đến sự nở hoa của một loài tảo có tên là Karenia brevis. Thuật ngữ này đôi khi cũng được sử dụng để chỉ tới nhiều dạng loại tảo nở hoa khác.
Thuật ngữ Thủy triều đỏ đang dần được loại bỏ trong giới nghiên cứu vì những lý do như sau:
1. Thủy triều đỏ không nhất thiết phải có màu đỏ và trong rất nhiều trường hợp không hề có sự đổi màu nào xảy ra cả.
2. Chúng không liên quan đến chuyển động của thủy triều.
3. Thuật ngữ này thiếu độ chính xác khi được dùng để chỉ cho nhiều dạng tảo nở hoa.

Những thuật ngữ thay thế có độ chính xác hơn bao gồm một thuật ngữ khái quát chung tảo nở hoa gây hại dành cho các dạng sinh vật gây hại và tảo nở hoa dành cho các sinh vật tảo không nguy hại.

## Nhân tố gây ra thủy triều đỏ

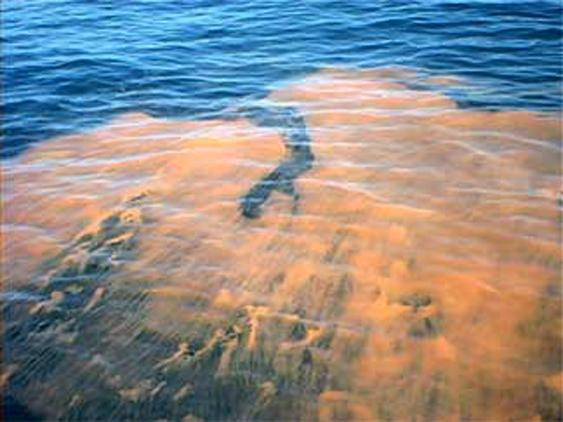
Những vệt màu đỏ xuất hiện trên mặt nước điển hình về thủy triều đỏ.

Năm 1985, nhà hóa học Koji Nakanishi tại Đại học Columbia đã đề xuất một chu trình sinh ra thủy triều đỏ, theo đó các phản ứng hóa học xảy ra theo từng bước, nhờ đó nhóm tảo dinoflagellates sinh ra thành phần độc tố chính trong thủy triều đỏ là brevetoxin cùng các độc tố khác. Theo các nhà khoa học, phản ứng ban đầu được kích hoạt bởi một enzyme và nước có thể là thành phần liên hệ trực tiếp với quá trình sinh ra độc tố hoặc đóng vai trò quan trọng do tảo dinoflagellates là một thực thể sống của biển.
Sự xuất hiện của thủy triều đỏ tại một số địa điểm dường như là hoàn toàn tự nhiên (tảo nở hoa theo chu kỳ mùa như kết quả từ hiện tượng nước trồi dọc bờ biển vốn là hệ quả tự nhiên của sự di chuyển của các dòng hải lưu nhất định) trong khi trong các trường hợp khác chúng xuất hiện là do kết quả của việc gia tăng hàm lượng chất dinh dưỡng trong nước từ các hoạt động của con người. Sự phát triển của phù du thường sẽ bị giới hạn bởi sự có mặt nitrat và phosphat vốn có thể được gia tăng do thất thoát từ các hoạt động nông nghiệp cũng như trong khu vực xuất hiện hiện tượng nước trồi. Những yêu tố khác như bụi giàu sắt đến từ các vùng sa mạc rộng lớn như sa mạc Sahara được cho là đóng vai trò quan trọng trong việc gây ra thủy triều đỏ. Một số sự kiện tảo nở hoa tại bờ biển Thái Bình Dương được cho là có mối liên hệ với sự xuất hiện của các biến đổi khí hậu quy mô lớn, ví dụ như các sự kiện El Nino. Trong khi thủy triều đỏ ở vịnh Mexico đã được ghi nhận bởi các nhà thám hiểm thời kì đầu như Cabeza de Vaca, vẫn chưa rõ ràng điều gì làm khởi phát cho sự nở hoa của tảo cũng như mức độ của các tác nhân của tự nhiên lẫn con người đóng vai trò lớn tới đâu trong sự phát triển của chúng. Và ngoài ra vẫn còn có những cân nhắc rằng Sự gia tăng của Sự kiện thủy triều đỏ về tần suất và mức độ nghiêm trọng của sự nở hoa của tảo trong các phần khác nhau của thế giới liệu có thực sự đang diễn ra trong thực tế hay đó chỉ là do sự gia tăng của những nỗ lực quan sát đi cùng những tiến bộ trong phương pháp nhận dạng loài.
Có nhiều nguyên nhân gây ra Thủy triều đỏ (TTD), như sử dụng các hoạt chất hóa học nông nghiệp như phân bón, thuốc bảo vệ thực vật, tác động biến đổi khí hậu, tác động do chất thải các khu công nghiệp như công nghiệp Sắt Thép cũng gây ra hiện tượng Tảo nở hoa (TTD).

## Các bệnh liên quan
Nhiều thành phần độc tố trong thủy triều đỏ bao gồm chuỗi mắt xích dài gồm 6 mạch vòng móc nối với nhau liên tiếp tạo thành những hợp chất cao phân tử và đều có khả năng gây tê liệt hệ thần kinh rất mạnh.

## Những sự cố đáng chú ý
- 1793: Trường hợp đầu tiên được ghi nhận xảy ra ở British Columbia, Canada.[4]
- 1840: Không có trường hợp tử vong của con người đã được quy cho thủy triều đỏ tại Florida, nhưng người dân có thể bị kích ứng đường hô hấp (ho, hắt hơi và chảy nước mắt) khi các sinh vật thủy triều đỏ (Karenia brevis) hiện diện dọc theo bờ biển và gió phát tán đi những chất độc lơ lửng trong không khí của chúng vào bầu không khí. Việc bơi lội vẫn an toàn song kích ứng da hay tồi tệ hơn là cháy da có thể xảy ra trong khu vực tập trung cao của thủy triều đỏ.[5]
- 1972: Thủy triều đỏ xuất hiện ở New England bởi một loài tảo độc có tên  Alexandrium (Gonyaulax) tamarense . Thủy triều đỏ gây ra bởi tảo Gonyaulax là nghiêm trọng bởi vì sinh vật này tạo saxitoxin và gonyautoxins sẽ tích tụ trong động vật có vỏ và nếu ăn vào có thể dẫn đến ngộ độc gây liệt cơ (PSP) và cuối cùng dẫn đến tử vong.[6]
- 1976: Trường hợp đầu tiên có biểu hiện của ngộ độc liệt cơ là ở Sabah, Borneo nơi 202 nạn nhân đã được báo cáo có tình trạng trên, 7 người đã tử vong.[4][7][8]
- Đợt thủy triều đỏ bùng phát năm 2005 tại bang New England (Mỹ) đã giết chết 30 con lợn biển dọc theo bờ biển bang Florida trong mùa xuân và làm ngành công nghiệp chế biến sò của New England thiệt hại hàng triệu đô-la Mĩ
- 2011: Bắc California
- 2011: Vịnh Mexico
- 2013: Tháng Một, một đợt thủy triều đỏ xảy ra một lần nữa tại bờ biển Đông thuộc bang Sabah nằm trên đảo Borneo của Malaysia. Hai trường hợp tử vong đã được báo cáo sau khi họ tiêu thụ một dạng động vật có vỏ đã bị nhiễm độc tố từ thủy triều đỏ.
- 2013: Tháng Một, một đợt thủy triều đỏ xảy ra ở bãi biển Sarasota - chủ yếu tại chuỗi đảo Siesta Key, Florida gây ra hiện tượng cá chết gây ra tác động tiêu cực đối với khách du lịch, và gây ra các vấn đề về đường hô hấp cho du khách
- 2014: Vào tháng 8 một đợt thủy triều đỏ không lồ xảy ra tại Florida có độ dài 90 dặm (khoảng 145 km) và rộng 60 dặm (khoảng 96 km).[9]
- 2015: Tháng Sáu, 12 người nhập viện ở Bohol do ngộ độc thủy triều đỏ[10]
- 2015: Tháng Tám, xảy ra ở một số bãi biển Hà Lan giữa Katwijk và Scheveningen..[11]
- 2015: Tháng Chín, thủy triều đỏ xảy ra tại Vịnh Mexico, ảnh hưởng đến Đảo Padre (Đảo Bắc Padre và Đảo Nam Padre) ở Texas[12].

## Hình ảnh

Hình ảnh về thủy triều đỏ:
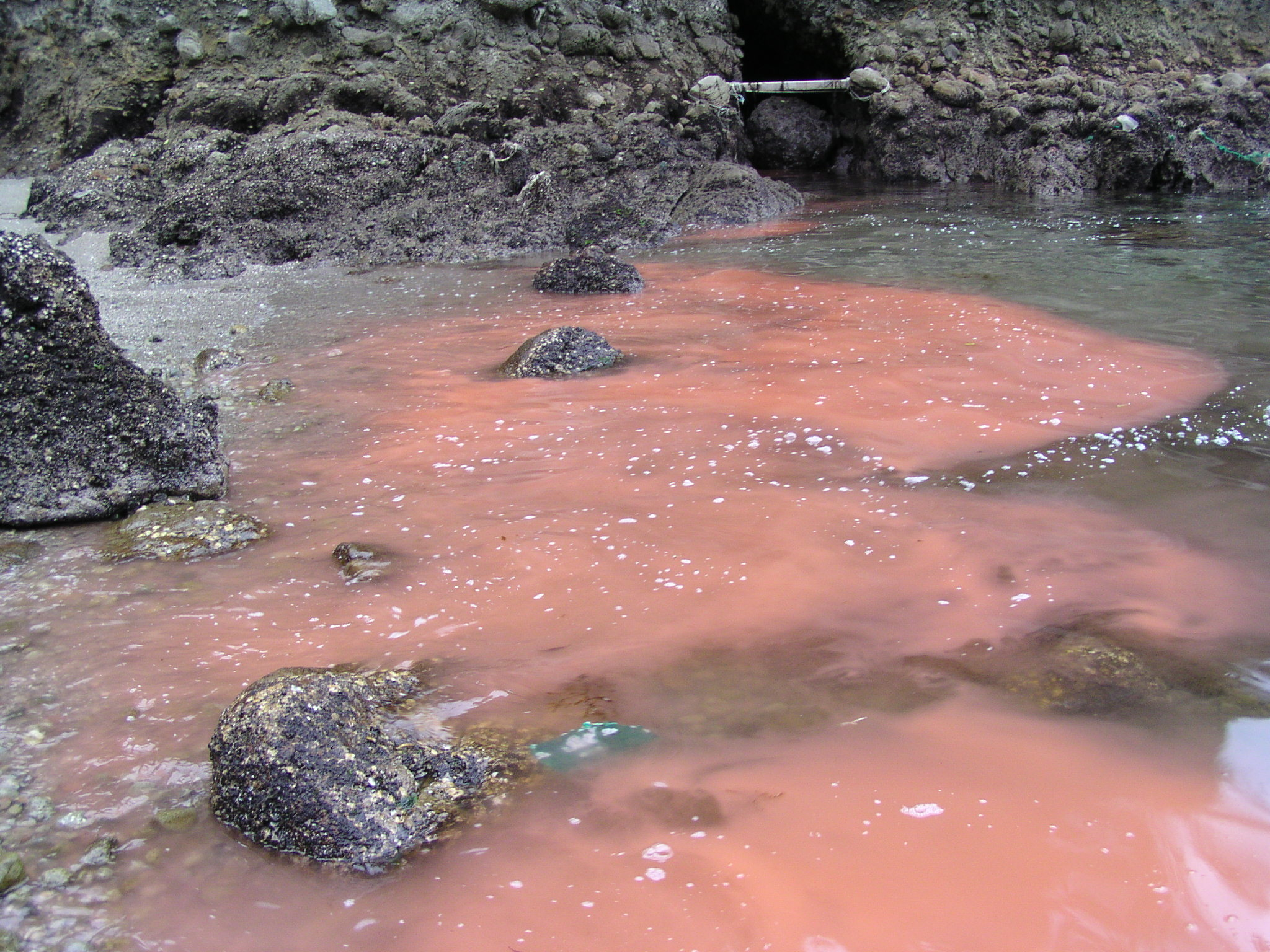
Loài tảo Noctiluca.sp gây thủy triều đỏ ở Isahay, Nhật Bản.
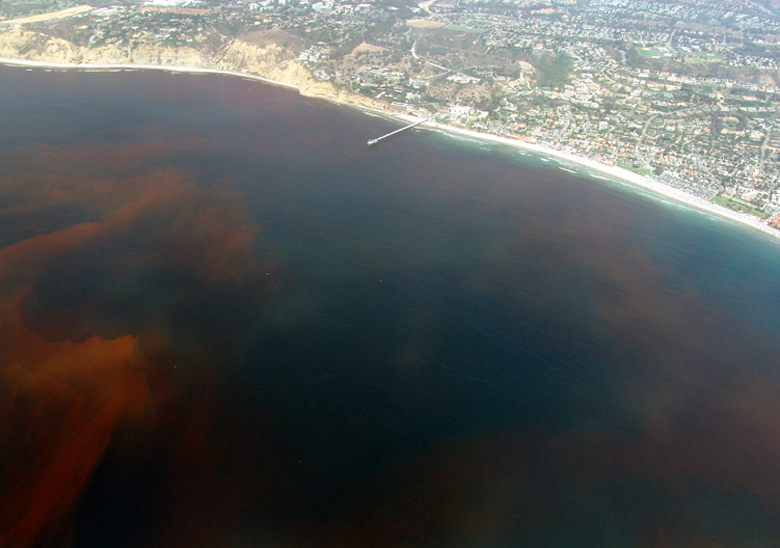
Tảo sống ở La Jolla, Hoa Kỳ.
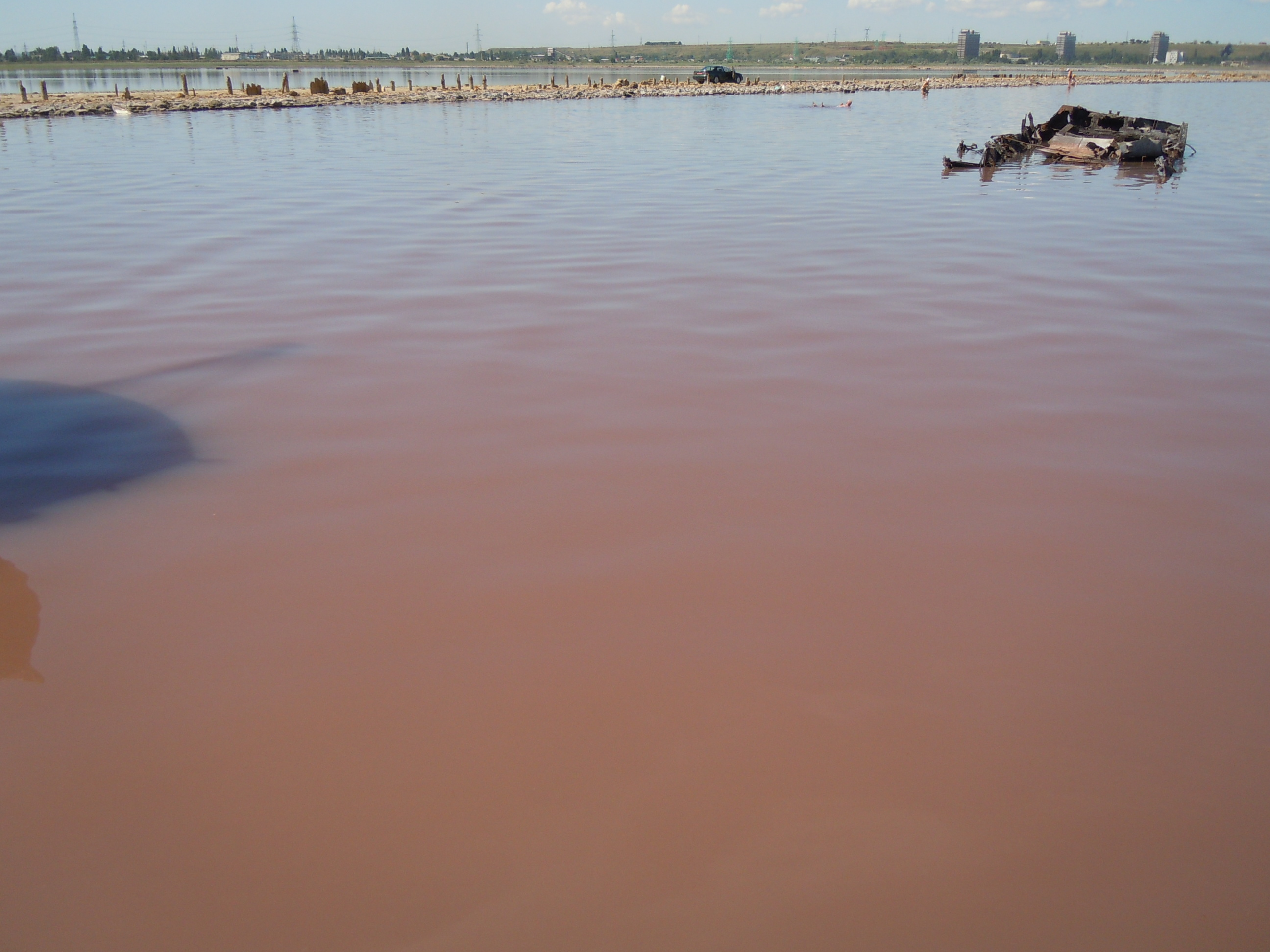
Tảo Dunaliella salina ở cửa sông Kuyalnik, Crime.

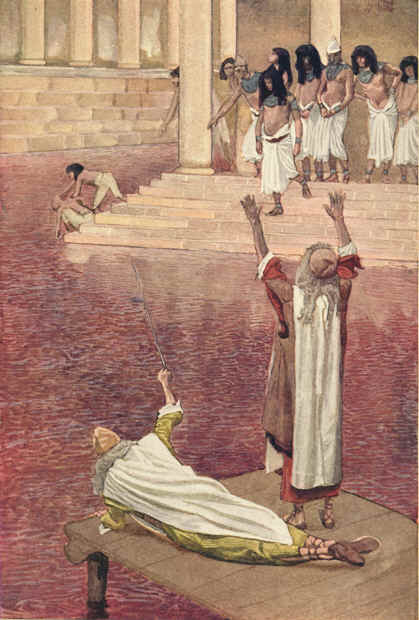
Nước của dòng sông trở nên đỏ như máu.Tranh từ bột màu của James Tissot, khoảng 1895-1900